# Adolf Schläpfer
Adolf Schläpfer (* 23. April 1880 in Herisau; † 2. März 1948 in St. Gallen; heimatberechtigt in Herisau) war ein Schweizer Ingenieur und Pionier im Strassenbau aus dem Kanton Appenzell Ausserrhoden.

## Leben

Rotbachbrücke von 1924

Adolf Schläpfer war ein Sohn von Johann Schläpfer, Sattler, und Bertha Egger. Er heiratete Augusta Becker, Tochter von Leonhard Becker, Pfarrer.

Hundwilertobelbrücke von 1925

Schläpfer absolvierte von 1901 bis 1905 ein Bauingenieurstudium am Eidgenössischen Polytechnikum Zürich. Ab 1905 bis 1909 war er in Preussen sowie Schlesien tätig und unternahm ausgedehnte Studienreisen. Von 1909 bis 1937 war er Kantonsingenieur von Appenzell Ausserrhoden. Als Strassenbaupionier baute Schläpfer 1924 die Rotbachbrücke über das Rotbachtober und in den Jahren 1924 bis 1925 die Hundwilertobelbrücke über die Urnäsch. Zu jener Zeit war sie mit einer Spannweite von 105 Metern die grösste Bogenbrücke Europas, nur die  Franklin Avenue Bridge in den USA hatte eine grössere Spannweite. Ausserdem baute er 1925 die Rotachbrücke bei Teufen und die Passstrasse Urnäsch–Schwägalp. Er liess die ersten staubfreien, geteerten Überlandstrassen der Schweiz bauen und engagierte sich für die Entwicklung des Belagbaus. 1931 war er Generalstabsoberst.